# Unterseeboot 374
Le Unterseeboot 374 (ou U-374) est un sous-marin allemand (U-Boot) de type VII.C utilisé par la Kriegsmarine (marine de guerre allemande) pendant la Seconde Guerre mondiale.

## Construction
L'U-374 est un sous-marin océanique de type VII C. Construit dans les chantiers de Howaldtswerke AG à Kiel, la quille du U-374 est posée le 18 décembre 1939 et il est lancé le 10 mai 1941. L'U-374 entre en service un mois et demi plus tard.

## Historique
Mis en service le 21 juin 1941, l'Unterseeboot 374 reçoit sa formation de base sous les ordres de l'Oberleutnant zur See Unno von Fischel à Kiel en Allemagne au sein de la 5. Unterseebootsflottille jusqu'au 31 août 1941, puis l'U-374 intègre sa formation de combat dans la 1. Unterseebootsflottille à la base sous-marine de Brest en France. À partir du 14 décembre 1941, il rejoint la 29. Unterseebootsflottille à La Spezia en Italie.
L'U-374 a réalisé trois patrouilles de guerre pendant sa vie opérationnelle, tous sous les ordres de l'Oberleutnant zur See Unno von Fischel dans lesquelles il a coulé un navire marchand ennemi de 3 349 tonneaux et deux navires de guerre auxiliaires pour un total de 992 tonneaux au cours de ses 79 jours en mer.
Pour sa première patrouille, l'U-374 quitte le port de Kiel le 29 septembre 1941. 

Le 2 novembre 1941, après avoir observé le convoi SC 42 toute la journée, l'U-374 est découvert par la corvette d'escorte canadienne NCSM Bouctouche (K 179), qui lui lance six charges de profondeur, provoquant des dégâts mineurs.
 
Après 44 jours en mer et un succès d'un navire marchand coulé de 3 349 tonneaux, il rejoint la base sous-marine de Brest le 11 novembre 1941.
Pour sa deuxième patrouille, l'U-374 quitte le théâtre de l'océan Atlantique pour celui de la Méditerranée. Il quitte Brest le 6 décembre 1941 et arrive à La Spezia, neuf jours plus tard le 14 décembre 1941, en ayant coulé deux navires de guerre auxiliaires pour un total de 992 tonneaux.
Sa troisième patrouille commence le 18 décembre 1941 en partant de La Spezia.

Le 10 janvier 1942, le destroyer britannique HMS Legion et le destroyer hollandais HNLMS Isaac Sweers lui lancent des charges de profondeurs. L'U-Boot réussit à leurs échapper, mais il a été endommagé et est incapable de plonger.

Après 26 jours en mer et deux jours après la précédente attaque, l'U-374 est coulé le 12 janvier 1942 en Méditerranée à l'est du cap Spartivento, à la position géographique de 37° 50′ N, 16° 00′ E, par des torpilles tirées du sous-marin britannique HMS Unbeaten. 42 membres d'équipage décèdent dans cette attaque, il n'y a qu'un seul survivant.

## Affectations successives
- 5. Unterseebootsflottille à Kiel du 21 juin au 31 août 1941 (entrainement)
- 1. Unterseebootsflottille à Brest du 1er septembre au 13 décembre 1941 (service actif)
- 29. Unterseebootsflottille à La Spezia du 14 décembre 1941 au 12 janvier 1942 (service actif)

## Commandement
- Oberleutnant zur See Unno von Fischel du 21 juin 1941 au 12 janvier 1942

## Patrouilles
|       | Commandant             | Départ            | Départ                    | Arrivée          | Arrivée   | Jours    | Succès  |
| ----- | ---------------------- | ----------------- | ------------------------- | ---------------- | --------- | -------- | ------- |
| 1     | Oblt. Unno von Fischel | 29 septembre 1941 | Kiel                      | 11 novembre 1941 | Brest     | 44 jours | 3 349   |
| 2     | Oblt. Unno von Fischel | 6 décembre 1941   | Base sous-marine de Brest | 14 décembre 1941 | La Spezia | 9 jours  | 992     |
| 3     | Oblt. Unno von Fischel | 18 décembre 1941  | La Spezia                 | 12 janvier 1942  | Coulé     | 26 jours |         |
| Total | Total                  | Total             | Total                     | Total            | Total     | 79 jours | 4 341 t |

Note : Oblt. = Oberleutnant zur See

### OpérationsWolfpack
L'U-374 a opéré avec les Wolfpacks (meute de loups) durant sa carrière opérationnelle:
1. Mordbrenner (16 octobre 1941 - 2 novembre 1941)

## Navires coulés
L'Unterseeboot 374 a coulé un navire marchand ennemi de 3 349 tonneaux et deux navires de guerre auxiliaires pour un total de 992 tonneaux au cours des trois patrouilles (79 jours en mer) qu'il effectua.
| Date             | Nom              | Nationalité | Tonnage (GRT) | Convoi | Fait  |
| ---------------- | ---------------- | ----------- | ------------- | ------ | ----- |
| 31 octobre 1941  | Rose Schiaffino  | Royaume-Uni | 3 349         |        | Coulé |
| 11 décembre 1941 | HMS Lady Shirley | Royal Navy  | 477           |        | Coulé |
| 11 décembre 1941 | HMS Rosabelle    | Royal Navy  | 515           |        | Coulé |

### Source et bibliographie
- (en) Cet article est partiellement ou en totalité issu de l’article de Wikipédia en anglais intitulé « German submarine U-374 » (voir la liste des auteurs).
- Chris Bishop, historien militaire (trad. de l'anglais par Christian Muguet), Les sous-marins de la Kriegsmarine : 1939-1945 : le guide d'identification des sous-marins [« The spellmount submarine identification guide : Kriegsmarine U-boats 1939-1945 »], Paris, Éd. de Lodi, 2008, 192 p. (ISBN 978-2-84690-327-1, OCLC 470721805, BNF 41298980)